# Vrste tvari
Sve u svemiru je materija a ona ima dva oblika: tvar i energija. Oba oblika materije povezana su Einsteinovom jednadžbom: E=mc2.
Sve tvari u prirodi možemo podijeliti na:
- Smjese tvari,
- Čiste tvari.

Smjese mogu biti homogene, koje su u svakom dijeliću iste (željezo, sumpor, sol, morska voda...),i heterogene, koje su sastavljene od međusobno odijeljenih djelića homogenih tvari (granit, zemlja, sivo željezo, mlijeko, dim...).
U čiste tvari ubrajamo kemijske spojeve (natrijev klorid, saharoza, sumporna kiselina) i elementarne tvari (željezo, sumpor, klor, ugljik).
Kemija proučava građu svojstva i promjene tvari.